# Pierocice
Pierocice est une localité polonaise de la gmina de Działoszyce, située dans le powiat de Pińczów en voïvodie de Sainte-Croix.